# 11042 Ernstweber
11042 Ernstweber è un asteroide della fascia principale. Scoperto nel 1989, presenta un'orbita caratterizzata da un semiasse maggiore pari a 2,3441517 UA e da un'eccentricità di 0,0669309, inclinata di 7,53667° rispetto all'eclittica.